# Jumpong
Jumpong is een bestuurslaag in het regentschap Bondowoso van de provincie Oost-Java, Indonesië. Jumpong telt 1350 inwoners (volkstelling 2010).